# 벨기에의 국기

벨기에의 국기.
공식적으로 13:15, 일반적으로 2:3

벨기에의 국기는 1831년 1월 23일에 제정되었다. 프랑스의 국기 디자인을 본떠서 디자인한 것으로, 검은색, 노란색, 빨간색 세 가지 색의 세로 줄무늬로 구성되어 있다. 검정, 노랑, 빨강은 브라반트 공국의 문장(검은색 바탕에 붉은 손톱과 붉은 혀를 내밀고 있는 노란색 사자 문양)에서 유래되었다.
공식적으로, 국기의 가로세로 길이는 높이 2.6m, 폭 3m로 정해져 있으나, 비율로 바꾸면 13:15로서 익숙한 비율은 아니다. 민간 사용 목적으로는 2:3 비율이 좀 더 흔히 사용되고 있으며 정부 기관에서도 사용한다. 헌법에서는 특정 종횡비를 규정하고 있지는 않다.

## 색상
벨기에의 국기 색상은 다음과 같다.
| 색상 | 검정            | 노랑                 | 빨강                |
| ---- | --------------- | -------------------- | ------------------- |
| 팬톤 | Black           | Yellow 115           | Red 32              |
| RGB  | 0–0–0 (#000000) | 253–218–36 (#FDDA24) | 239–51–64 (#EF3340) |
| CMYK | 0, 0, 0, 100    | 0, 8.5, 79, 1        | 0, 94, 87, 0        |

## 그 외의 국기

벨기에의 민간기, 상선기 비율 2:3
벨기에 정부 선적기 비율 2:3
벨기에 해군기 비율 2:3
벨기에 공군기

## 이전의 국기

오스트리아령 네덜란드의 국기 (1714년 ~ 1790년, 1790년 ~ 1794년)
브라반트 혁명 당시에 사용된 기 (1789년 ~ 1790년)
벨기에의 국기 (1830년 ~ 1831년)

## 벨기에의 행정 구역의 기
| 기 | 주                     | 제정 | 풀이                         |
| -- | ---------------------- | ---- | ---------------------------- |
|    | 브뤼셀 수도 지역       |      | 2015년부터 사용되고 있음     |
|    | 브뤼셀 수도 지역       |      | 1991년부터 2015년까지 사용됨 |
|    | 플란데런어 공동체      |      |                              |
|    | 벨기에 프랑스어 공동체 |      |                              |
|    | 벨기에 독일어 공동체   |      |                              |

| 기 | 제정일 | 쓰임             | 풀이 |
| -- | ------ | ---------------- | ---- |
|    |        | 안트베르펜주     |      |
|    |        | 오스트플란데런주 |      |
|    |        | 플람스브라반트주 |      |
|    |        | 에노주           |      |
|    |        | 리에주주         |      |
|    |        | 림뷔르흐주       |      |
|    |        | 뤽상부르주       |      |
|    |        | 나뮈르주         |      |
|    | 1995 – | 브라방왈롱주     |      |
|    |        | 베스트플란데런주 |      |

## 같이 보기
- 벨기에의 국장